# 沃甲沃甲原住民郡政府
沃甲沃甲原住民郡是澳大利亞昆士蘭州的特別地方政府，轄境有11平方公里；2006年，當地人口有379人。
「沃甲沃甲」於澳大利亞原住民語為「水源豐富之地」之意。為社會和諧，當地政府對於居民有飲酒上的限制。

## 自治會
自治會有4位民意代表和1位郡長。

## 外部連結
- Far North Queensland Regional Plan 2009-2031 （页面存档备份，存于）